# Nano-ITX
El Nano-ITX es un factor de forma de tarjeta madre de computador propuesto primero por VIA Technologies de Taiwán en 2004, implementado en algún momento a finales de 2005. Las tarjetas Nano-ITX miden 12cm x 12 cm, y están completamente integradas, son tarjetas madre que consumen muy poca energía con muchas aplicaciones, pero dirigidas a dispositivos de entretenimiento digital como PVRs, Set-top boxes, media center y Pcs para coche                                                                                                                                                                                , Pcs LCD y dispositivos ultraportatiles.
Hasta ahora hay dos líneas de la tarjeta madre Nano-ITX, VIA EPIA N y VIA EPIA NL. Ambas tienen 3 velocidades de procesador: 533MHz, 800MHz y 1GHz.